# Ideología (álbum)
Ideología es el segundo álbum de estudio de la banda argentina de thrash metal Nepal.

## Historia
En octubre de 1995, lanzaron su segundo álbum "Ideología" debajo de "Metal Command Records" con el apoyo de "Monsters of Rock" en una edición limitada de 1000 copias. Después de eso, ellos firmaron con NEMS Enterprises, e hicieron algunos conciertos en Buenos Aires para realizar su nuevo material. Después del concierto, el baterista, Dario Galvan, dejó la banda y fue reemplazado con Facundo Vega. Hicieron dos shows con Angra en septiembre de 1996.

## Lista de canciones
1. "Escenio" - 01:11
2. "Realidades" - 04:31
3. "Ideología" - 06:22
4. "Guerra Sucia" - 03:12
5. "Paredes De Hierro" - 03:46
6. "Enfriando Las Heridas" - 05:08
7. "Golpea" - 02:37
8. "Katmandú" - 02:38
9. "Herederos Del Miedo" - 04:55
10. "Predicando La Mentira" - 03:32